# 瀑河水库
瀑河水库是中国河北省保定市徐水县境内的一座水库，位于大清河系瀑河上，建于1958年。水库正常库容为2900万立方米，集雨面积为263平方千米，海拔为39.5米。

## 历史
瀑河水库是徐水县(社)办公助。防洪库容7200万m3, 兴利库容5400万m3。施工土方187.7万公方，石方48万公方，用工195万个，投资110万元。
1963年特大洪水，水库蓄水超过防洪库容量，采取了在副坝扒口泄洪。